# Euphyia holophanes
Euphyia holophanes là một loài bướm đêm trong họ Geometridae.